# Monestir de Mar Musa
El monestir de Mar Mussa o monestir de Sant Moisès l'Abissini (àrab: دير مار موسى الحبشي, Dayr Mār Mūsā al-Ḥabaxī) és un monestir catòlic siríac situat a Al-Nabk, a 80 km de Damasc, Síria. La seva comunitat monàstica pertany a l'Església Catòlica Siríaca. Conté frescs dels segles xi i xii.

## Història
L'àrea ja havia estat poblada per caçadors i pastors prehistòrics per les seves cisternes naturals i pastures, ideals per a la cria de cabres. Es creu que els romans hi haurien construït una torre de vigilància. Més tard, els ermitans cristians utilitzaren les grutes per a la meditació, i així es creà una comunitat monàstica.
Segons la tradició local, sant Moisès l'Abissini era fill d'un rei d'Etiòpia. Es va negar a acceptar la corona, honors i matrimoni i es va dedicar a la vida espiritual. Va viatjar a Egipte i després a Terra Santa. Visqué com a monjo a Qara, Síria, i després com a ermità, no gaire lluny de la vall on hi ha monestir. Allà va ser martiritzat pels soldats romans d'Orient en època de Justí I, durant les persecucions contra els monofisites. La història diu que la seva família es va endur el cos, però que el polze de la seva mà dreta se separà, i va esdevenir una relíquia que ara es conserva a l'església de Nabk.
Hi ha constància de l'existència del monestir de Sant Moisès des de mitjan segle vi, per un manuscrit del 586 que es conserva al Museu Britànic. L'església del monestir actual va ser construïda l'any 1058, any 450 de l'Hègira, d'acord amb les inscripcions en àrab a les parets, que comencen amb les paraules: En el nom de Déu, el Clement, el Misericordiós. Al segle xv el monestir va ser parcialment reconstruït i ampliat, però durant la primera meitat del segle xix va ser completament abandonat acabant en estat ruïnos. No obstant això, es va mantenir sota propietat de la diòcesi catòlica siriana d'Homs, Hamat i Nabk. Visitat per Richard Burton, cònsol britànic a Damasc (1869-1871), aquest es va endur un valuós encenser que es conserva al Museu Britànic. El 1984, es van iniciar treballs de restauració gràcies a una iniciativa comuna del govern de Síria, l'església local i un grup de voluntaris àrabs i europeus. L'impulsor principal fou el jesuïta italià Paolo Dell'Oglio. La restauració del monestir es va acabar el 1994 gràcies a la cooperació entre Itàlia i Síria. La restauració dels destacats frescs del monestir ha tingut una especial importància. El monestir és habitat des de 1991 per una nova comunitat monàstica.